# Leotiales
De Leotiales vormen een orde van de klasse der Leotiomycetes, behorend tot de subklasse Leotiomycetidae. Het typegeslacht is Leotia.

## Taxonomie
- Orde: Leotiales
  - Familie: Cochlearomycetaceae
  - Familie: Leotiaceae
  - Familie: Mniaecia
  - Familie: Tympanidaceae

Verder zijn de volgende geslachten incertae sedis geplaatst:
- Geslacht Coryne
- Geslacht Gelatinomyces

Voormalige families:
- - Bulgariaceae